# Stephodiplosis lanneae
Stephodiplosis lanneae är en tvåvingeart som beskrevs av Tavares 1908. Stephodiplosis lanneae ingår i släktet Stephodiplosis och familjen gallmyggor.
Artens utbredningsområde är Moçambique. Inga underarter finns listade i Catalogue of Life.